# Sliedrecht Sport
Sliedrecht Sport – żeński klub piłki siatkowej z Holandii. Swoją siedzibę ma w mieście Sliedrecht. Został założony w 1956.

## Sukcesy
Puchar Holandii:
- 2012, 2015, 2018, 2019, 2020, 2022[1], 2023[2]

Mistrzostwo Holandii:
- 2012, 2013, 2017, 2018, 2019, 2021
- 2014
- 2008, 2015, 2016

Superpuchar Holandii:
- 2013, 2017, 2018, 2019